# Megrez
Megrez (Delta Ursae Majoris, δ UMa) — jedna z gwiazd w gwiazdozbiorze Wielkiej Niedźwiedzicy (wielkość gwiazdowa: 3,32m). Odległa od Słońca o ok. 81 lat świetlnych.

## Nazwa
Tradycyjna nazwa gwiazdy, Megrez, wywodzi się od arabskiego wyrażenia ‏المغرز‎ al maghriz, co oznacza „nasada (ogona Niedźwiedzicy)” i odnosi się do jej położenia w gwiazdozbiorze. W atlasie Bečvářa pojawia się inna nazwa tej gwiazdy, Kaffa, o nieznanym pochodzeniu. W 2016 roku Międzynarodowa Unia Astronomiczna formalnie zatwierdziła użycie nazwy Megrez dla określenia tej gwiazdy.

## Charakterystyka obserwacyjna

Położenie Megrez w Wielkim Wozie

Jest to najsłabsza gwiazda Wielkiego Wozu, tworząca „nasadę dyszla” Wielkiego Wozu, bądź „ogona” Wielkiej Niedźwiedzicy. Tak jak cztery inne jasne gwiazdy Wielkiego Wozu należy do luźnej gromady otwartej, znanej jako Gromada Wielkiej Niedźwiedzicy. Dla obserwatorów na szerokościach geograficznych powyżej 41° N (w tym w większej części Europy) gwiazdy Wielkiego Wozu nigdy nie zachodzą.
W XIX wieku zaobserwowano dwie słabe optyczne towarzyszki tej gwiazdy. Składnik B jest odległy o 179,7 sekund kątowych od Megrez (pomiar z 2014 r.) i ma jasność wizualną 10,21m, składnik C jest odległy o 188,6″ (pomiar z 2008 r.) i ma jasność 11,62m. Obie te gwiazdy znacznie różnią się ruchem własnym od Megrez. W XXI wieku zaobserwowano dwa jeszcze słabsze obiekty, widoczne znacznie bliżej Megrez: składnik D jest odległy o 3,3″ i ma jasność 18,40m, zaś E jest odległy o 5,7″ i ma jasność 19,30m (dane na rok 2011). 

## Charakterystyka fizyczna
Jest to biała gwiazda ciągu głównego. Należy do typu widmowego A2. Jej temperatura to około 8630 K, wyższa niż temperatura fotosfery Słońca; gwiazda ta jest też 23 razy jaśniejsza niż Słońce. Jest to spowoodwane dwukrotnie większą masą, co skutkuje wyższą temperaturą wnętrza. Jej promień jest około dwukrotnie większy niż promień Słońca. Gwiazda ma około 50 milionów lat.